# Benthopecten spinuliger
Benthopecten spinuliger is een zeester uit de familie Benthopectinidae.
De wetenschappelijke naam van de soort werd in 1905 gepubliceerd door Hubert Ludwig.